# Park Narodowy Gór Pindos
Park Narodowy Gór Pindos (gr. Εθνικός Δρυμός Πίνδου – trb. Etnikos Drimos Pindu), Walia Kalnda (gr. Βάλια Κάλντα) – leśny park narodowy (gr. εθνικός δρυμός – etnikos drimos) znajdujący się na granicy jednostek regionalnych Grewena i Janina w administracji Epir-Macedonia Zachodnia, w północno-zachodniej Grecji, na obszarze gór Pindos.

## Charakterystyka

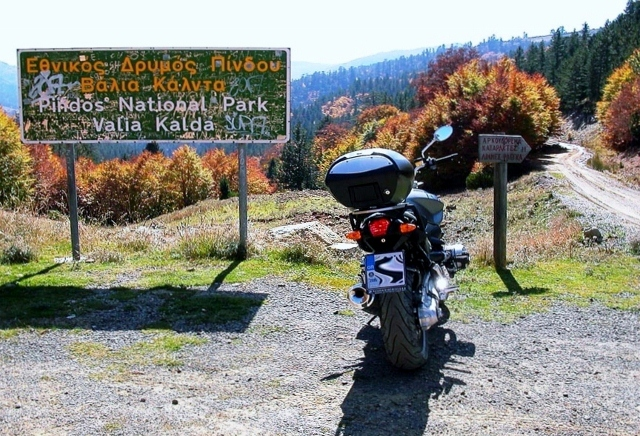
Wjazd na teren parku narodowego (2011)

Park Narodowy Gór Pindos został założony w 1966 roku celem ochrony flory i fauny jednego z największych i najbardziej dziewiczych kompleksów leśnych Grecji. Powierzchnia parku wynosi 6930 ha i obejmuje dolinę Walia Kalnda (gr. Βάλια Κάλντα) znajdującą się na wysokości ok. 1400 m n.p.m., którą od północy, wschodu i południa otaczają wchodzące w skład Pindosu pasma Lingos (gr. Λύγκος) i Mawrowuni (gr. Μαυροβούνι) ze szczytami Flenga (gr. Φλέγγα; 2159 m n.p.m.) i Awjo (gr. Αυγό; 2177 m n.p.m.).
Z doliny wypływają dwa niewielkie górskie potoki – Salaturas (gr. Σαλατούρας) i Zesto Rema (gr. Ζεστό Ρέμα) – które łączą się z większym strumieniem o nazwie Arkudorema (gr. Αρκουδόρεμα), który z kolei wpada do rzeki Wjosy. Oprócz tego na terenie parku znajdują się trzy górskie jeziora; jedno z nich położone jest na wysokości 1750 m n.p.m., a dwa kolejne na północ od szczytu Flenga, na wysokości ok. 1930 m n.p.m.
Park narodowy obejmuje dwa obszary funkcjonujące w ramach sieci obszarów chronionych Natura 2000:
- Valia Kalnta kai techniti limni Aoou (GR1310002), o powierzchni 14 459,9 ha, ustanowiony w październiku 1987[6],
- Ethnikos Drymos Pindou (Valia Kalnta) – evryteri periochi (GR1310003), o powierzchni 6 724,69 ha, ustanowiony w sierpniu 1996[7].

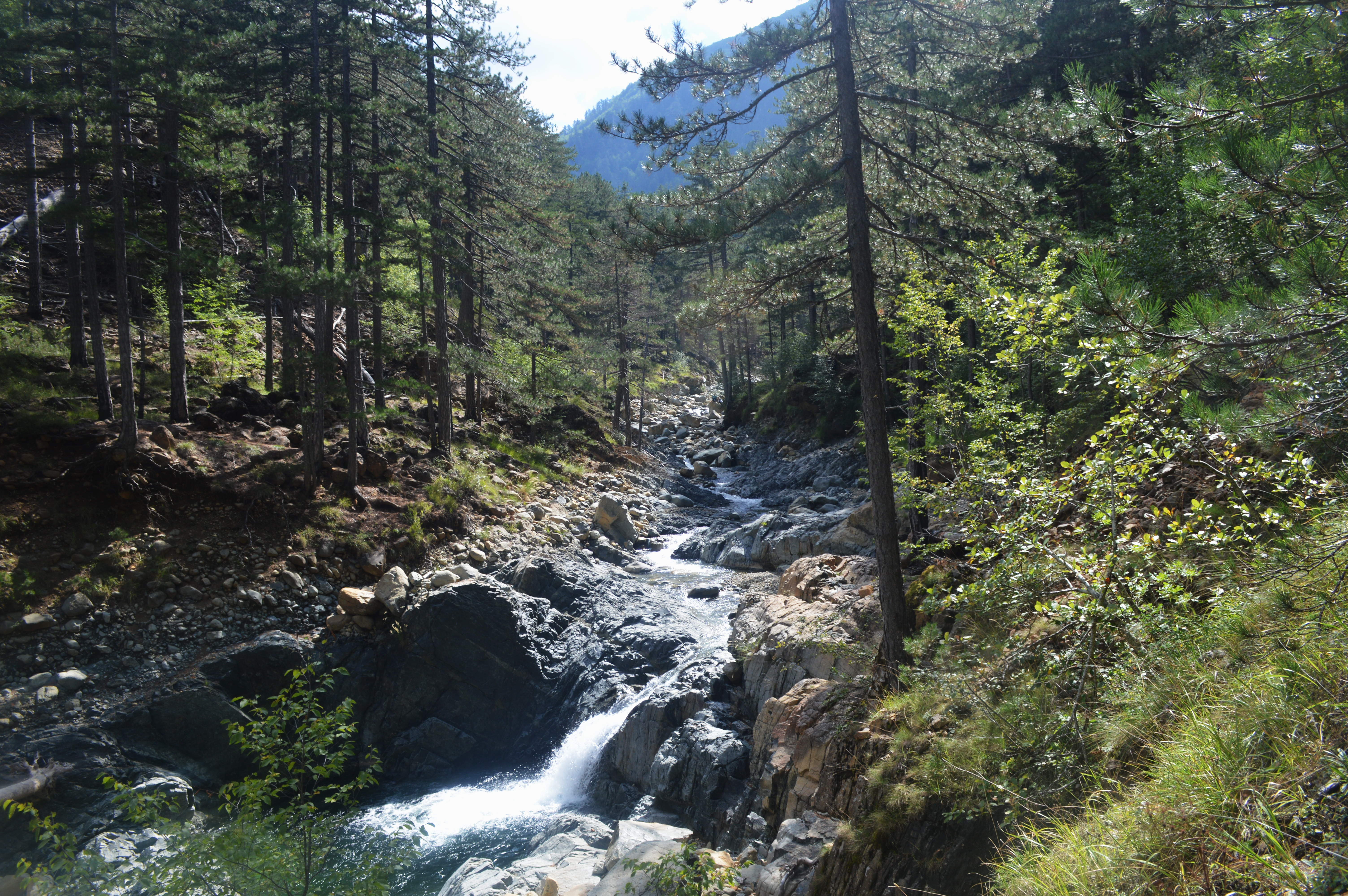
Strumień przepływający przez park (2015)

W 2005 roku Park Narodowy Gór Pindos wraz z leśnym Parkiem Narodowym Wikos-Wjosa oraz kilkoma innymi obszarami chronionymi wszedł w skład parku narodowego (gr. εθνικό πάρκο) Etniko Parko Worias Pindu (gr. Εθνικό Πάρκο Βόρειας Πίνδου).

### Klimat
Choć nazwa Walia Kalnda oznacza w języku arumuńskim „ciepłą dolinę”, to teren parku narodowego należy do najchłodniejszych i najbardziej wilgotnych obszarów w całym kraju. Klimat jest śródziemnomorski kontynentalny, z wyraźnymi cechami górskimi; lata są chłodne i deszczowe, od października do maja występują przymrozki, a przez 7–8 miesięcy w roku na terenie lasów może występować pokrywa śnieżna. Roczna suma opadów wynosi ok. 1500 mm.

### Geologia
Podłoże Parku Narodowego Gór Pindos tworzą skały fliszowe z przewagą serpentynów oraz dużą ilością wapieni, dolomitów i gabro. Gleby powstały w wyniku wietrzenia serpentynu i perydotytu, są gliniaste, bogate w magnez i żelazo oraz mają kwaśny odczyn.

## Flora

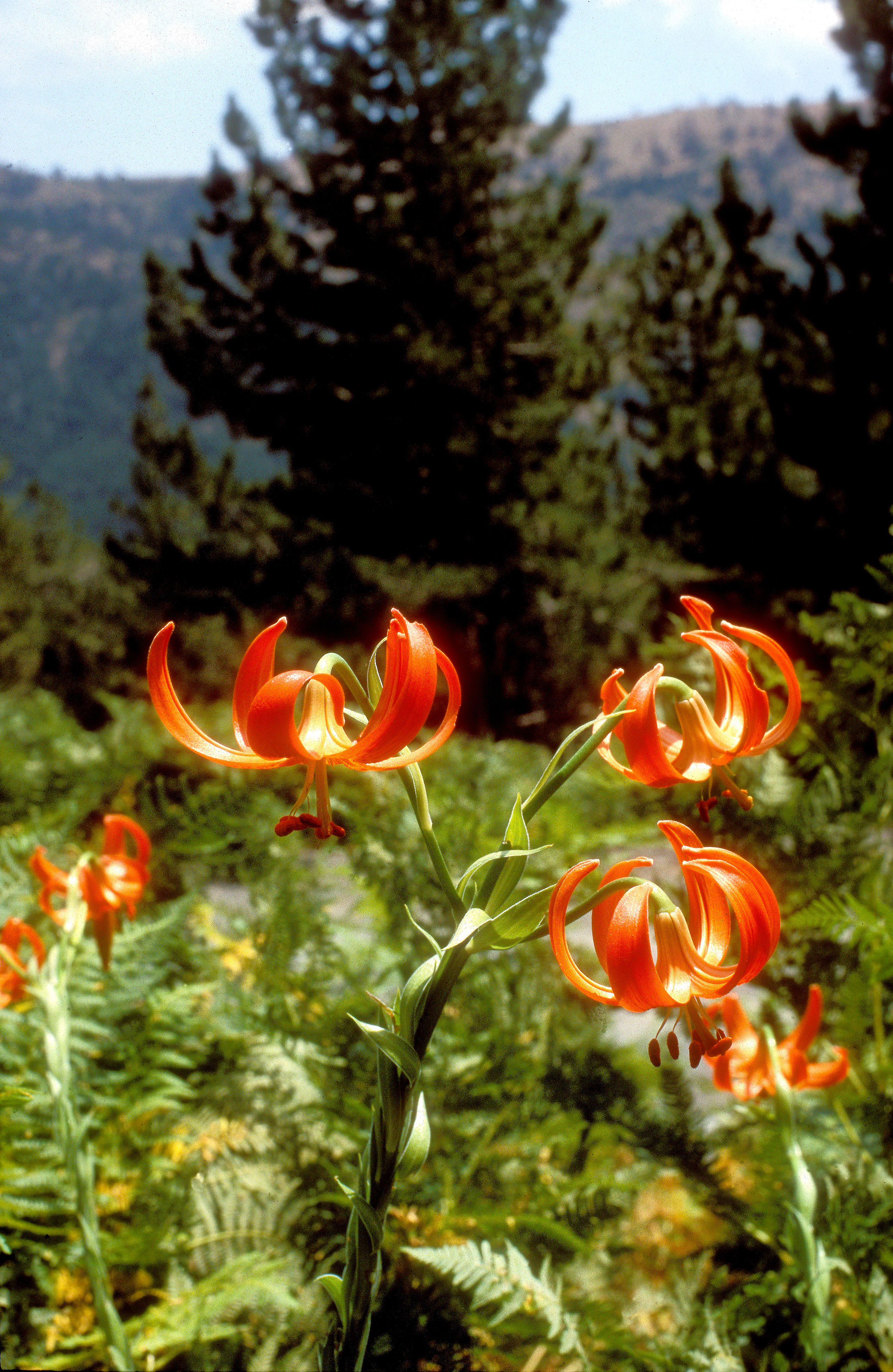
Lilia chalcedońska (Lilium chalcedonicum) na terenie parku (2001)

Dominującym typem roślinności na terenie parku są lasy porośnięte sosną czarną (Pinus nigra), występujące na wysokości 1300–1700 m n.p.m. Północne stoki gór do wysokości 1800 m n.p.m. porastają również buki zwyczajne (Fagus sylvatica), natomiast na wysokości od 1500 m n.p.m. występują pojedyncze sosny bośniackie (Pinus heldreichii), dla których Pindos jest najbardziej na południe wysuniętym obszarem występowania. W rozproszeniu rosną tu również drzewa innych gatunków, takich jak jodła (w tym jodła bułgarska Abies × borisii-regis), dąb i klon czy bardzi rzadkie w Grecji sosny zwyczajne (Pinus sylvestris). Wzdłuż cieków wodnych dominują olchy, platany i wierzby, w miejscach bardziej suchych oraz w dolinach, w runie występuje bukszpan zwyczajny (Buxus sempervirens).
Północne stoki szczytów Flenga (gr. Φλέγκα), Aftia (gr. Αυτιά) i Kapetan Klidi (gr. Καπετάν Κλείδη) ze względu na swoją stromość i utrudniony dostęp zwierzyny charakteryzują się największą różnorodnością flory. W jej skład wchodzi wiele gatunków endemicznych dla Grecji. Należą do nich m.in. Bornmuellera baldaccii subsp. rechingeri, Bornmuellera tymphaea, Asperula aristata subsp. thessala, lepnica Silene pindicola i S. haussknechtii, rogownica Cerastium vourinense, chaber Centaurea vlachorum, goździk kropkowany (Dianthus deltoides subsp. degenii) czy szachownica Fritillaria epirotica.
Oprócz wspomnianej jodły bułgarskiej na terenie Parku Narodowego Gór Pindos występują również inne gatunki roślin, które można zaliczyć do endemitów Półwyspu Bałkańskiego. Są nimi m.in. kasztanowiec pospolity (Aesculus hippocastanum), którego osobniki wymagają ochrony czynnej, dzwonek Campanula hawkinsiana, smagliczka Alyssum smolikanum, urdzik gruczołkowaty (Soldanella pindicola), macierzanka Thymus stojanovii oraz Viola albanica i Viola dukadjinica, których stanowiska w górach Pindos są najbardziej wysuniętymi na południe.
Występują tutaj również kuklik szkarłatny (Geum coccineum), pokrzyk wilcza jagoda (Atropa belladonna), Drymocallis geoides oraz rojownik Heuffela (Jovibarba heuffelii), a także rumianica Onosma pygmaea, goździki Dianthus haematocalyx subsp. ventricosus i Dianthus haematocalyx subsp. pindicola, gnieźnik leśny (Neottia nidus-avis) oraz gółka Gymnadenia frivaldii.

## Fauna

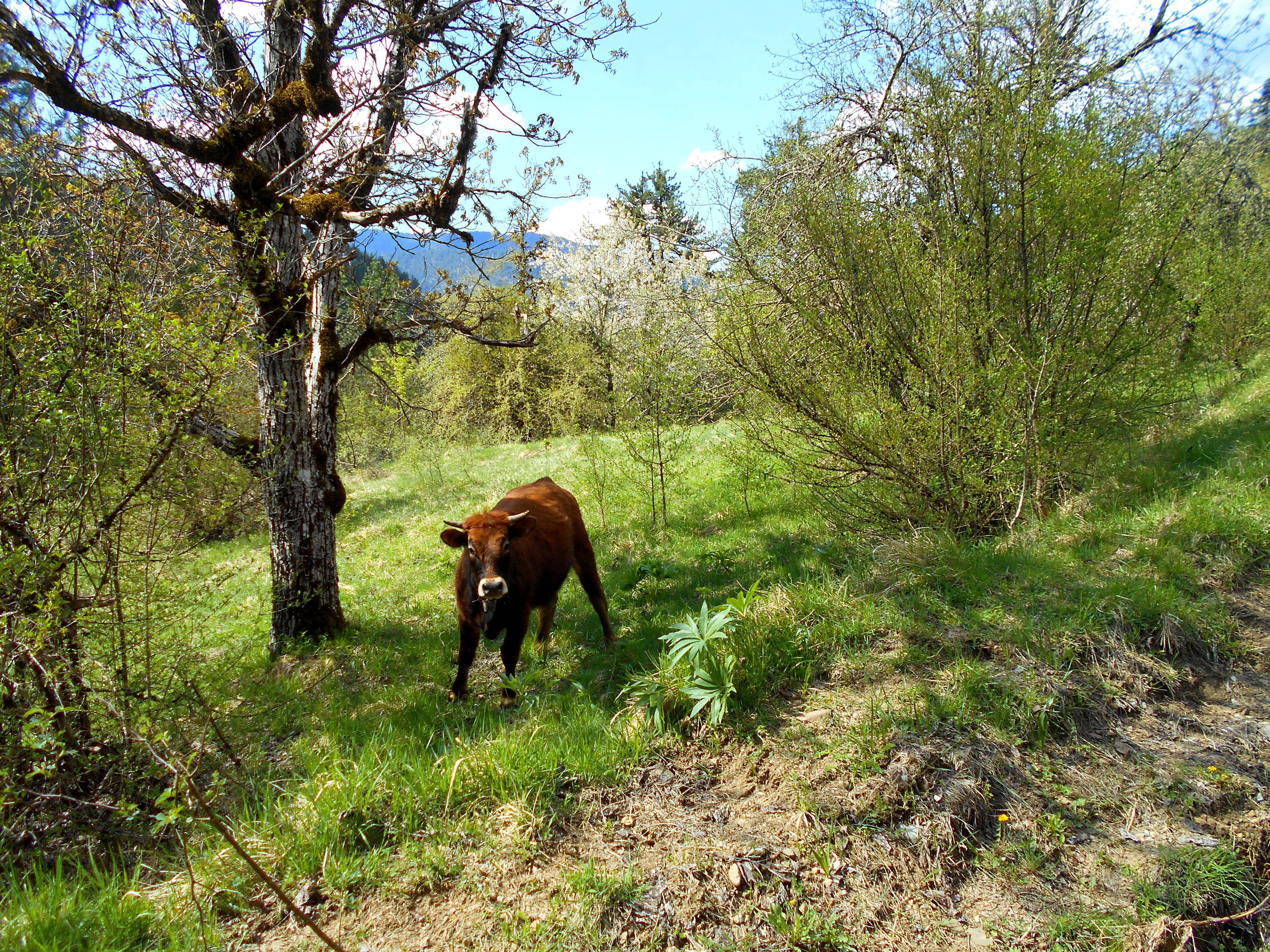
Krowa na terenie parku narodowego (2018)

Na terenie parku narodowego występują rusałki żałobniki oraz rusałki wierzbowce. Herpetofaunę reprezentują m.in. żaba strumieniowa, żaba trawna, kumak górski, ropucha zielona i traszka górska żyjące na obszarach podmokłych oraz salamandra plamista występująca w lesie bukowym. Na polanach spotkać można następujące gatunki gadów: jaszczurkę trójpręgą, jaszczurkę zieloną, murówkę egejską, gniewosza plamistego, zaskrońca rybołowa, żmiję nosorogą, połoza wysmukłego oraz żółwia greckiego.
Na obszarze parku występuje niemal 80 gatunków ptaków lęgowych, w tym ptaki drapieżne – orzeł cesarski, orzeł przedni, raróg górski, jastrząb, krogulec krótkonogi, gadożer oraz ścierwnik, dzięcioły – czarny, syryjski, białogrzbiety oraz średni, w najwyższych partiach gór gniazdują też górniczki z rodziny skowronków, występują też bociany czarne oraz pomurniki.
Park Narodowy Gór Pindos to jedno z ostatnich siedlisk niedźwiedzia brunatnego na terenie Grecji, a populacja tego podgatunku zamieszkująca Pindos jest najbardziej wysuniętą na południe w obrębie Europy, będąc jednocześnie geograficznie oddzieloną od pozostałych europejskich populacji. Spośród ssaków występują też wilki, żbiki, kuny, sarny, wiewiórki oraz dziki, a wzdłuż potoków wydry.

## Galeria

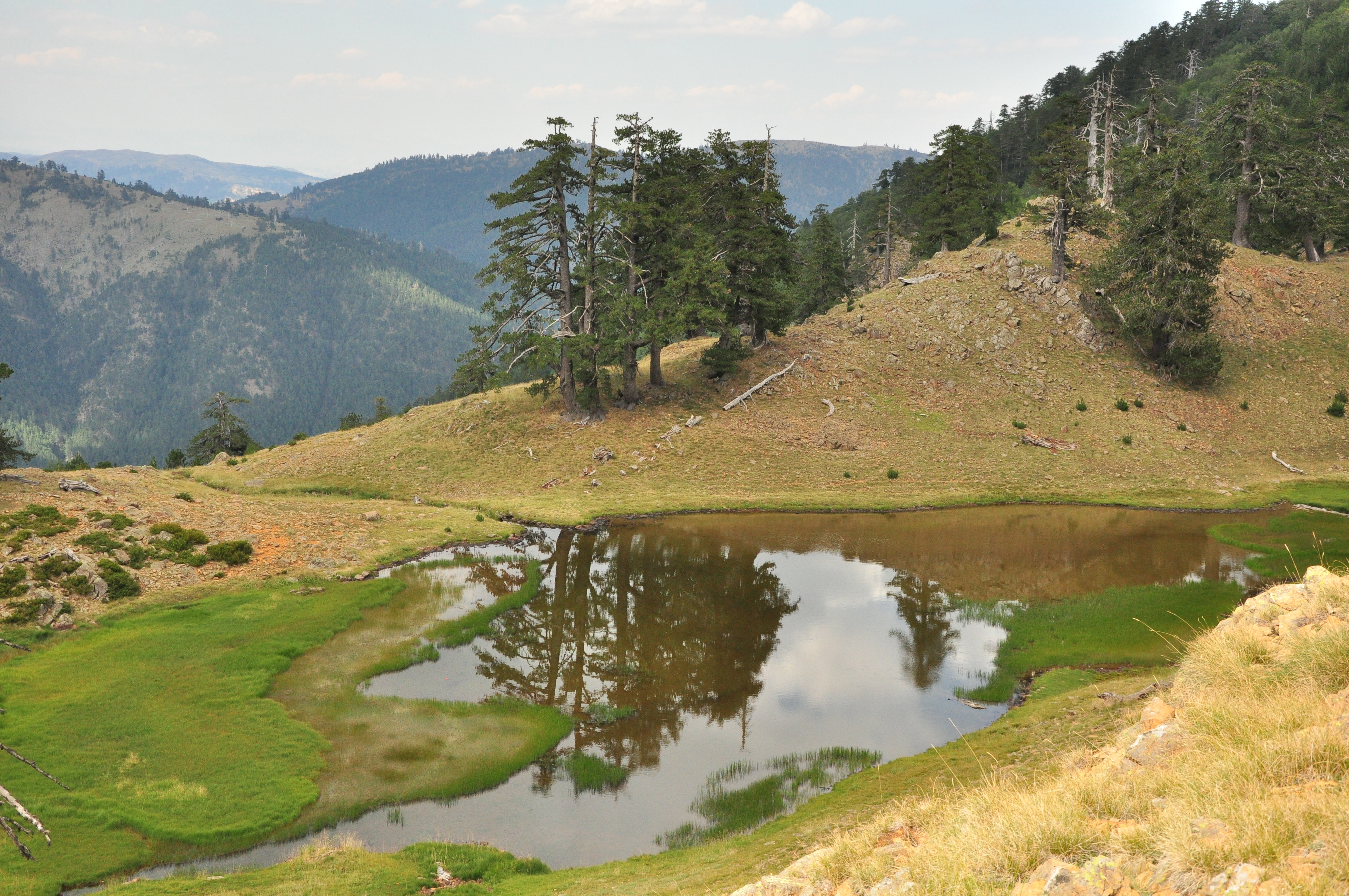
Jedno z jezior w pobliżu szczytu Flenga (2012)
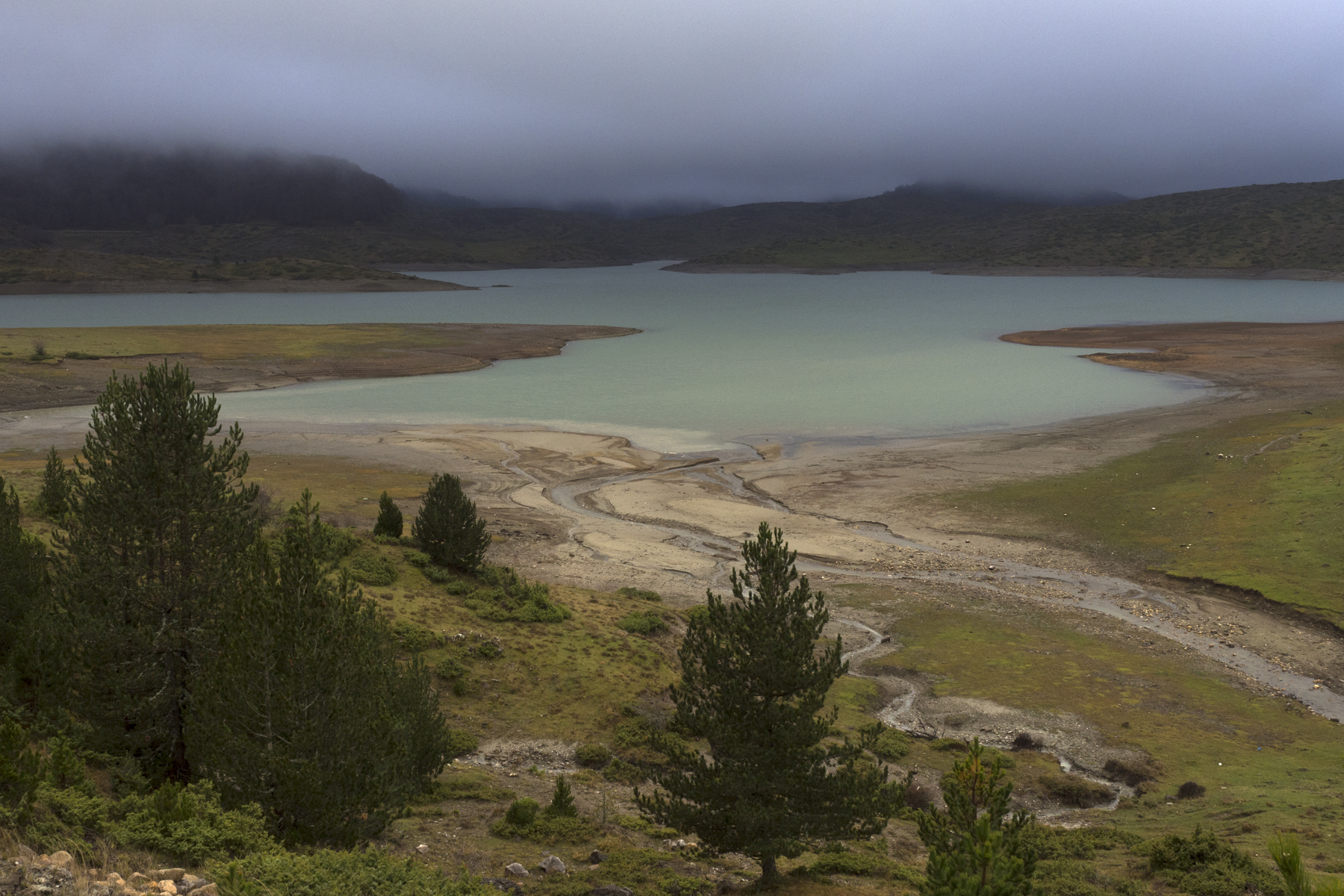
Sztuczny zbiornik na rzece Wjosa (2016)
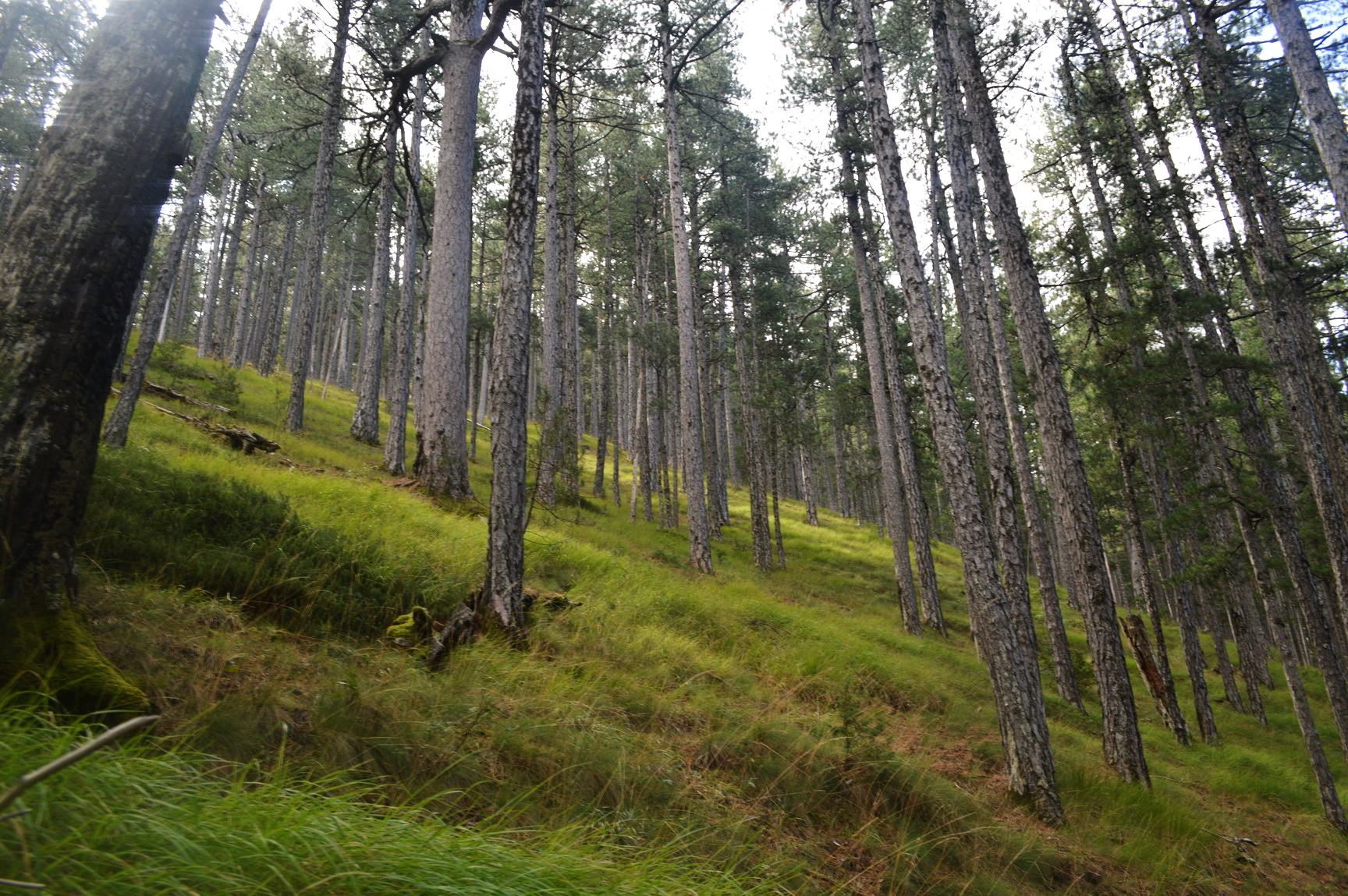
Las na terenie parku narodowego (2015)
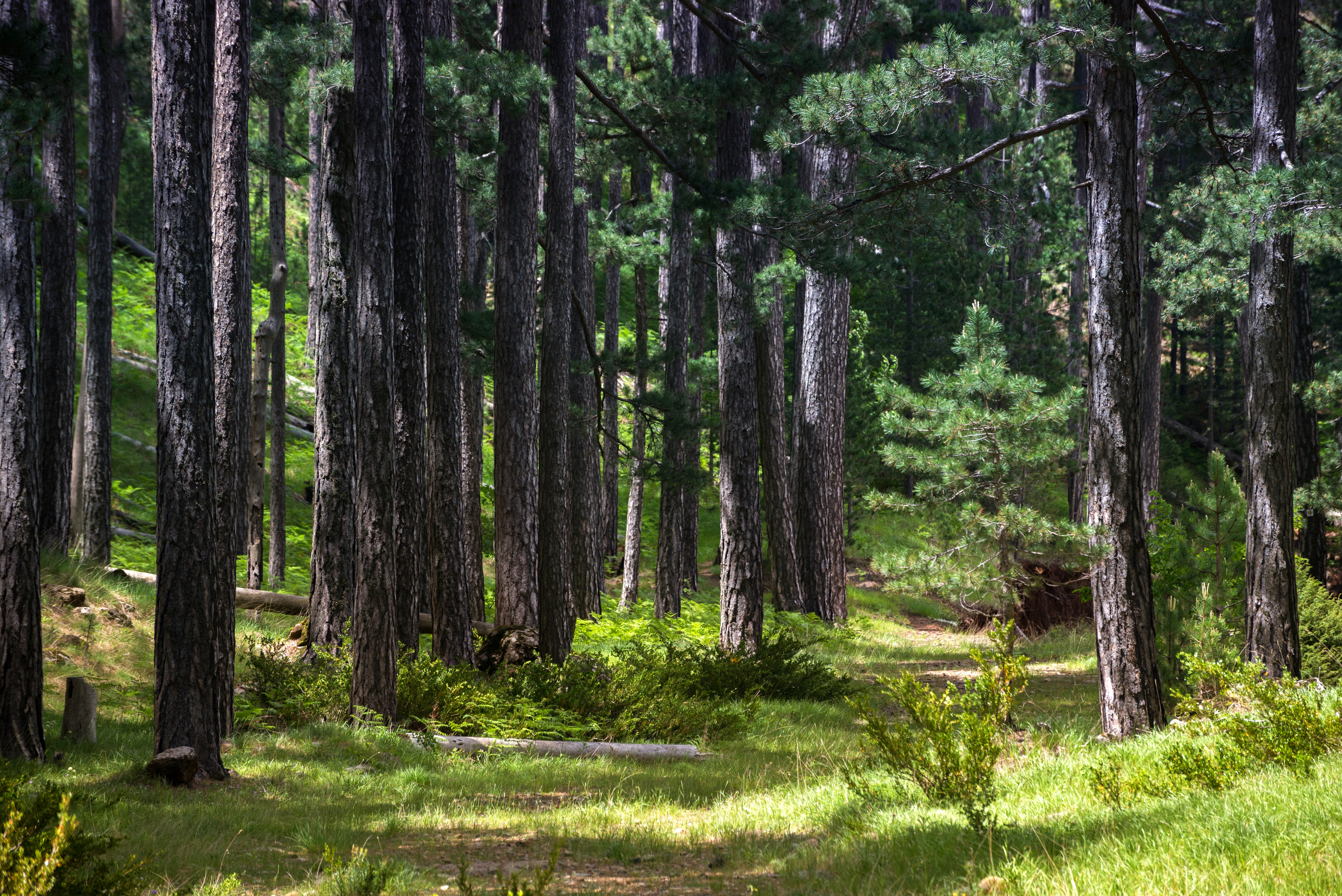
Las na terenie parku narodowego (2020)
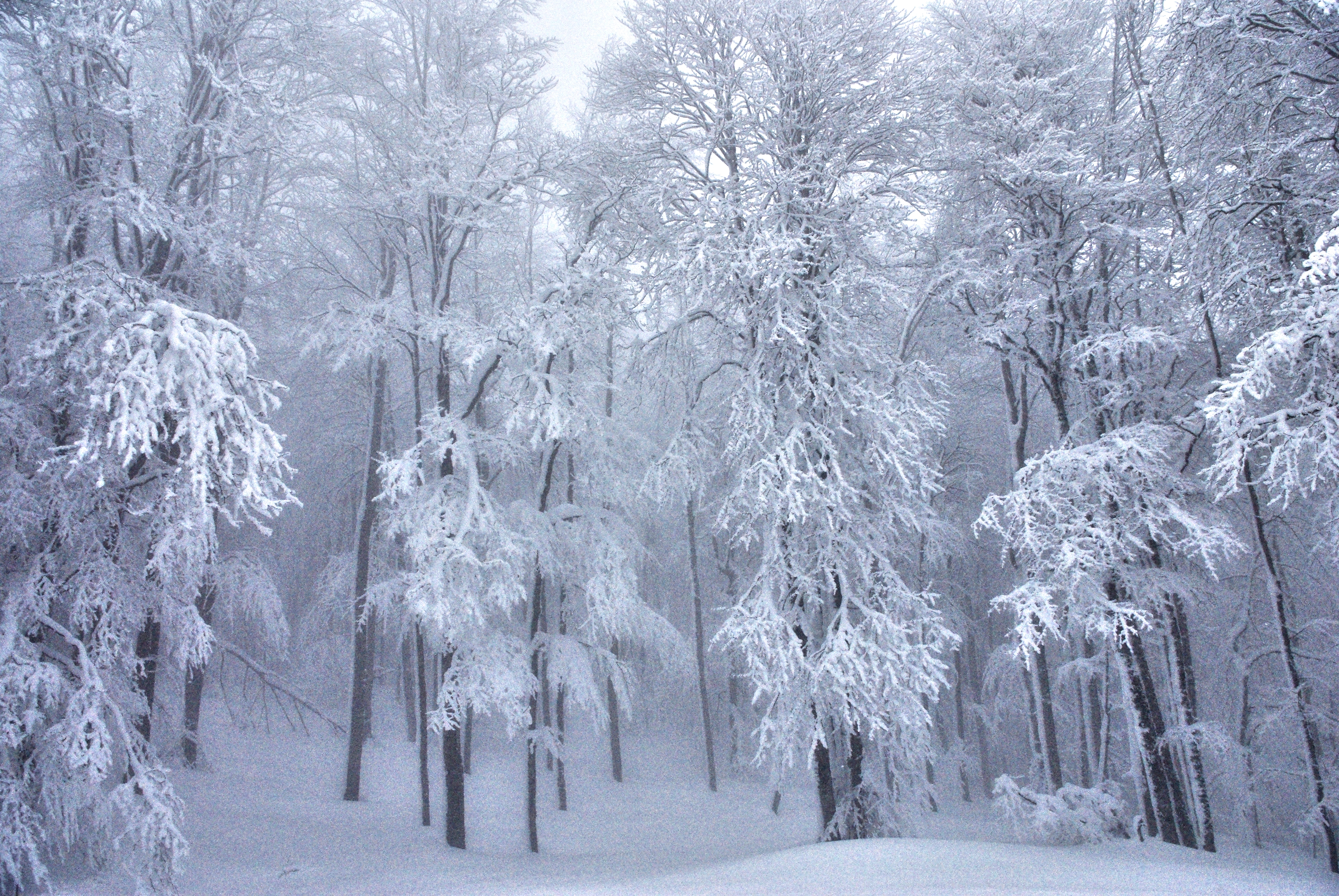
Walia Kalnda zimą (2013)
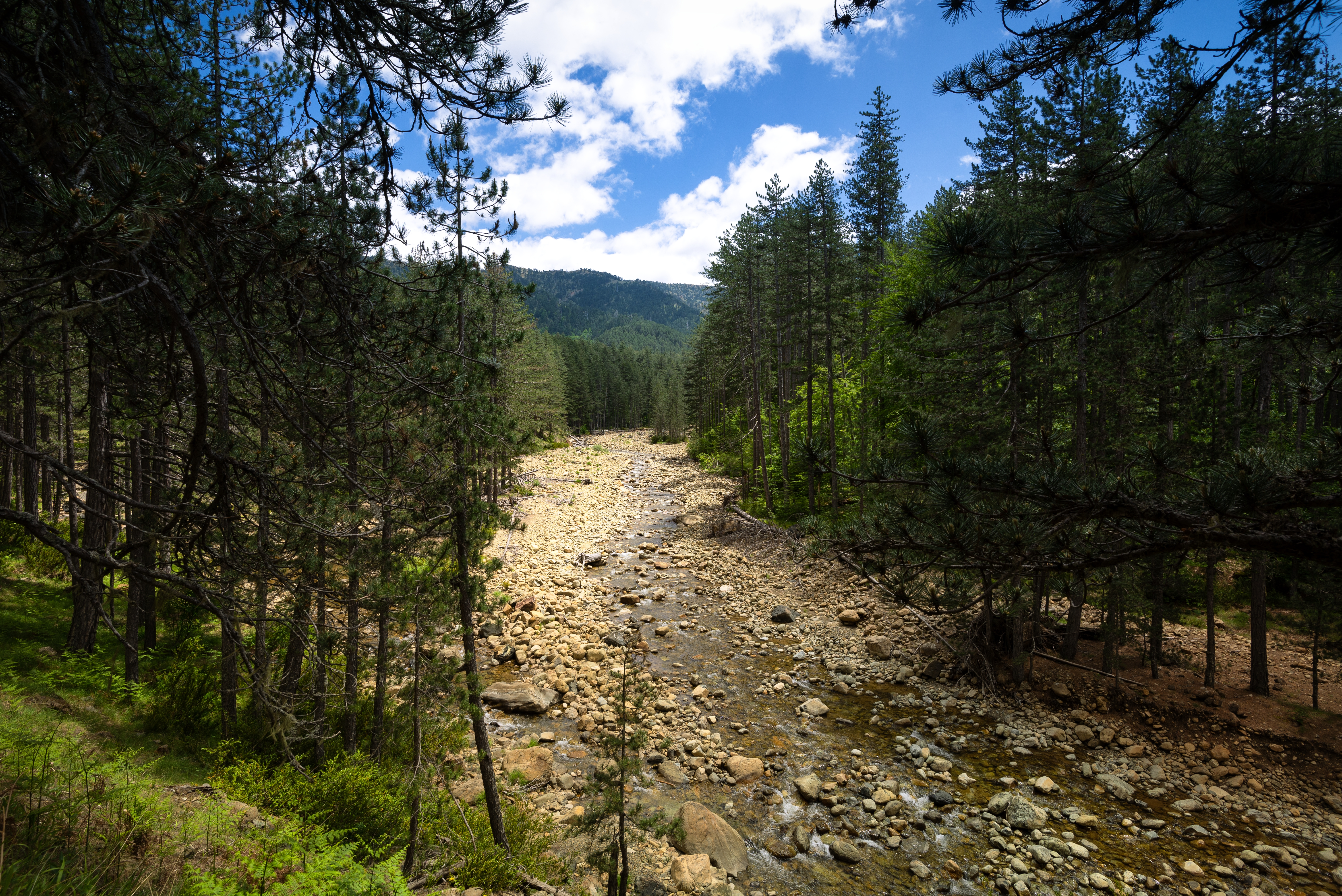
Strumień przepływający przez park (2020)
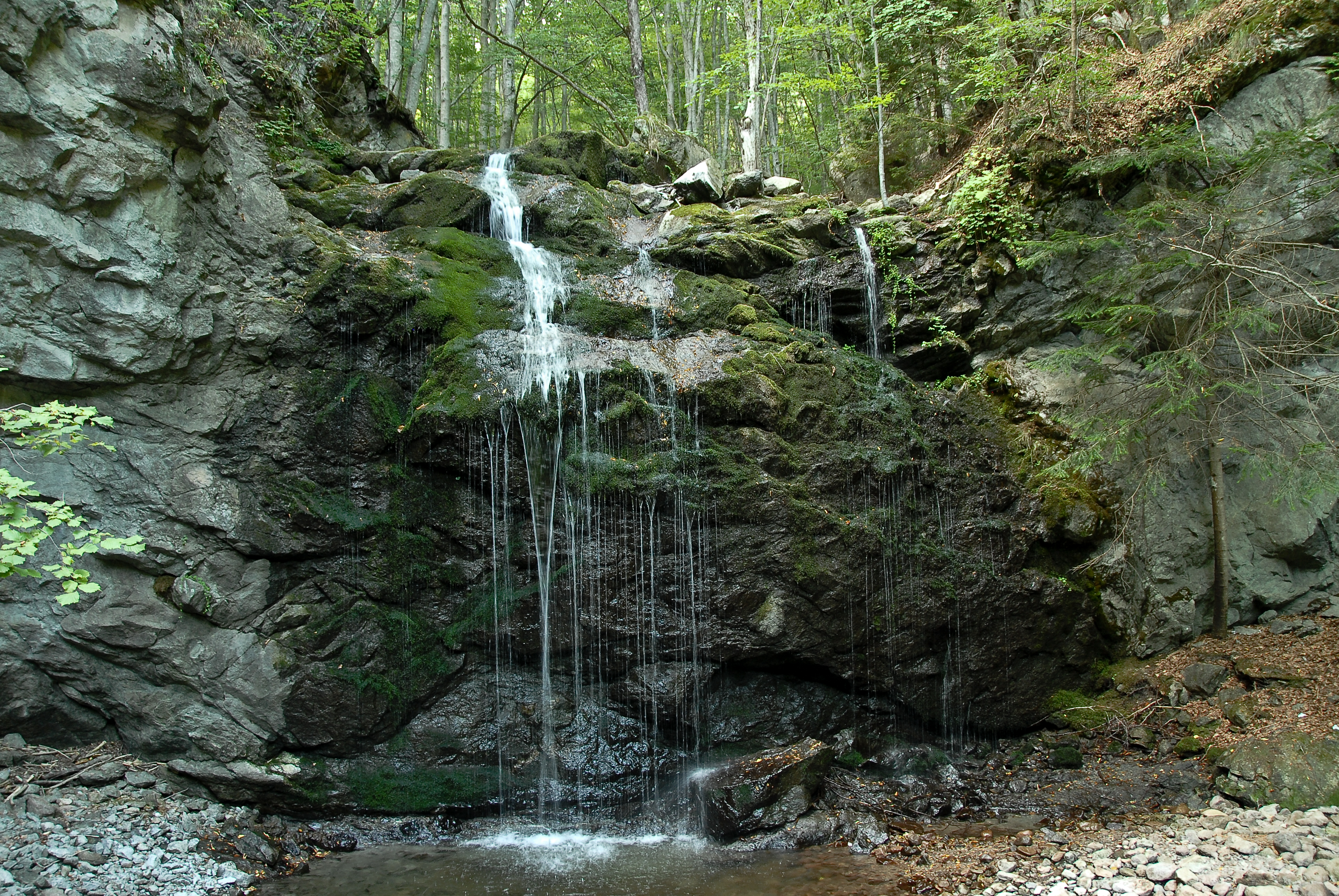
Formacje skalne i wodospad na terenie parku (2017)